# Черкасская агломерация
Черка́сская агломера́ция (укр. Черкаська агломерація) — городская агломерация в Черкасской области Украины с центром в городе Черкассы. Простирается вдоль реки Днепр, имеющей важную роль в существовании агломерации, с центром на её правом берегу. Региональный центр с развитой промышленностью.

## Состав
- города: Черкассы, Смела, Золотоноша.
- районы: Черкасский район, Смелянский район, Золотоношский район.

## Статистика
- Численность населения — 557,3 тыс. чел.
- Площадь — 4 199 км².
- Плотность населения — 132,7 человек/км².